# Дезинфекција воде
Дезинфекција воде је један од поступака у кондиционирању воде за пиће који има за циљ елиминацију, деактивацију или убијање патогених микроорганизама (бактерија, вируса, гљивица и паразита). Микроорганизми се уништавају или деактивирају применом физичких и хемијских посупака, који заустављајући њихов раст и размножавање. Уколико се патогени микроорганизми не уклоне из воде за пиће, они код људи и животиња могу узроковати многе болести, често и епидемијског карактера.

## Опште информације
Помоћу физичко-хемијских метода (коагулација, таложење, филтрирање) из воде је могуће уклонити скоро све суспендоване материје, као и 90 - 95% бактерија. Међутим, за уништење преосталог дела бактерија, потребно је воду за пиће пре употребе још и дезинфиковати. 
Дезинфекција воде може се постићи физичким или хемијским дезинфекцијским средствима. Њихова примена има за циљ уклањања органске контаминаната из воде (који служе као храна или склониште за микроорганизме),  бактерија, вируса и протозоа у циљу спречавања преноса болести путем воде. Осим ових микроорганизама дезинфекцијом треба унштити и друге живе организме и алге, чије би присуство у пречишћеној води утицало негативно на квалитет воде у водоводној мрежи. 
Примењена дезинфекциона средства морају имати резидуални ефекат, што значи да остају активна у води и извесно време након дезинфекције како би се спречио, накнадни раст патогеног микроорганизма у системима за водоснабдевање, што би довело до накнадне контаминације, у случају пуцање цевовода, поправке на објектима система, привлачење загађења и сл. 

## Поступак
Дезинфекцијом воде постиже се разарање ћелијских зидова микроорганизама или променама у пропустљивости ћелије, промене у структури протоплазме или активностима ћелијских ензима услед структурних промена у самим ензимима. Ови поремећаји у структури и активностима ћелија микроорганизама резултују поремећајем у њиховом размножавању, и на тај начин масовно доводе до њихвог одумирања. 
Поред директног дејства на структуру микроорганизама, оксидирајућа дезинфекциона средства уништавају и органске материје у води, и тиме изазивају недостатак хранљивих састојака, неопходних за живот микроорганизама.

## Хемијска дезинфекциона средства
Дезинфекција се постиже деловањем одређене концентрације дезинфекционог средства по укупној запремини воде током времена контакта. Најчешће примењивана дезинфекциона средства су: хлор, хлор-диоксид и озон. На потребну концентрацију дезинфекционог средства и време контакта са водом
утиче:
- врста дезинфекционог средства,
- врста микоорганизама,
- хемијски карактер и температура воде која се дезинфикује.

### Хлор
Једно од најчешће примењиваних средстава за дезинфекцију воде је хлор. Осим што делује бактериолошки, хлор делује и оксидационо, јер уклања непријатан мирис и укус. Хлор се примењује у облику:
- концентрованог расрвора хипохлорасте киселине, која се производи растварањем гасовитог хлора у води,
- раствора натријум-хипохлорита — жавелова вода.

Услови оптималног дејства хлора су: 
- концентрација слободног резидуала у води 0,2 - 0,4 mg/l
- концентрација укупног резидуала (слободни хлор и хлорамински резидуал) 0,8 - 1,0 mg/l.

Ово важи за случај када је pH вредност воде у области 6 - 8, јер пораст pH вредности преко 8 значајно умањује садржај хипохлорасте киселине а тиме и ефекат дезинфекције хлором.

### Хлор диоксид
Како при порасту pH вредности воде хлор-диоксид, за разлику од хлора, задржава ефикасност дезинфекције за бактерије, примењује код веће pH вредности од 7 и у концентрацијама до 1 mg/l, хлор-диоксид који је ефикасан у истом степену као и хлор. 
Уобичајне дозе хлор-диоксида од 0,2 - 1 mg/l ефикасне су у елиминацији вируса, уз време контакта од 5 минута, за разлику од хлора, код кога је потребно време контакта за елиминацију вируса око 120 минута.

### Озон
Примена озона (О3) као дезинфекционог средства заснива с е на чињеници да је његово дејство јаче од хлора и хлор-диоксида.
Дејство озона се заснива на оксидацији протоплазме ћелије, под условом да је за дезинфекционо дејство озона постигнута одређене критичне концентрације у води, и њено одржавање одређено време. Та концентрација износи 0,4 mg/l, уз потребно време контакта од 4 до 6 минута. 
| Идеалним услови за дезинфекцију воде | Идеалним услови за дезинфекцију воде | Идеалним услови за дезинфекцију воде |
| Препарат                             | Концентрација                        | Време контакта                       |
| ------------------------------------ | ------------------------------------ | ------------------------------------ |
| Хлор                                 | 0,2 - 0,5 mg/l                       | 30 мин.                              |
| Хлор диоксид                         | 0,1 - 0,2 mg/l                       | 15 мин.                              |
| Озон                                 | 0,4 mg/l з                           | 5 мин.                               |

## Физичка дезинфекциона средства

### Ултарљубичасти зраци
Примена ултарљубичастих зрака постала је уобичајни физичка метода микробиолошког третман воде због своје економичан и чињенице да представља еколошки чист начин стерилизације воде.  
Ултраљубичасти зраци денатурацијом беланчевина уништавају микроорганизме. Користећи ову особину УВ зрака стерилизатори успешно инактивирају бактерије, вирусе, плесни, гљивице и споре бактерија у води, чиме се добија стерилна вода.
Принцип рада уређаја се заснива на проласку ултраљубичастих зрака, кроз слој воде у проточном систему, како би се применом енергије од 30 mWs/cm2 елиминисало готово 99% свих уобичајних врста бактерија.